# Campionati del mondo di mezza maratona 2008
I Campionati del mondo di mezza maratona 2008 (17ª edizione) si sono svolti il giorno 12 ottobre a Rio de Janeiro, in Brasile. Vi hanno preso parte 157 atleti in rappresentanza di 43 nazioni. Da questa edizione la manifestazione è tornata a chiamarsi Campionati del mondo di mezza maratona, dopo due anni in cui era stata ridenominata Campionati del mondo di corsa su strada.

## Gara maschile

### Individuale
| Posizione | Atleta                    | Nazionalità | Tempo    |
| --------- | ------------------------- | ----------- | -------- |
| Oro       | Zersenay Tadese           | Eritrea     | 59'56"   |
| Argento   | Patrick Makau Musyoki     | Kenya       | 1h01'54" |
| Bronzo    | Ahmad Hassan Abdullah     | Qatar       | 1h01'57" |
| 4º        | Stephen Kipkoech Kibiwott | Kenya       | 1h01'58" |
| 5º        | Yusei Nakao               | Giappone    | 1h02'05" |
| 6º        | Dieudonné Disi            | Ruanda      | 1h03'03" |
| 7º        | Abebe Dinkesa             | Etiopia     | 1h03'04" |
| 8º        | Marílson Gomes dos Santos | Brasile     | 1h03'14" |
| 9º        | Joseph Maregu             | Kenya       | 1h03'32" |
| 10º       | Essa Ismail Rashed        | Qatar       | 1h03'57" |
| 11º       | Sylvain Rukundo           | Ruanda      | 1h04'02" |
| 12º       | Michael Tesfay            | Eritrea     | 1h04'04" |
| 13º       | Eshetu Wendimu            | Etiopia     | 1h04'11" |
| 14º       | Raji Assefa               | Etiopia     | 1h04'32" |
| 15º       | Ignacio Cáceres           | Spagna      | 1h04'39" |

### A squadre
| Posizione | Squadra | Atleti                                                        | Tempo    |
| --------- | ------- | ------------------------------------------------------------- | -------- |
| Oro       | Kenya   | Patrick Makau Musyoki Stephen Kipkoech Kibiwott Joseph Maregu | 3h07'24" |
| Argento   | Eritrea | Zersenay Tadese Michael Tesfay Mogos Ahferom                  | 3h09'40" |
| Bronzo    | Qatar   | Ahmad Hassan Abdullah Essa Ismail Rashed Ali Dawoud Sedam     | 3h10'52" |
| 4º        | Etiopia | Abebe Dinkesa Eshetu Wendimu Raji Assefa                      | 3h11'47" |
| 5º        | Brasile | Marílson Gomes dos Santos Giomar da Silva João de Lima        | 3h14'07" |

## Gara femminile

### Individuale
| Posizione | Atleta               | Nazionalità | Tempo    |
| --------- | -------------------- | ----------- | -------- |
| Oro       | Lornah Kiplagat      | Paesi Bassi | 1h08'37" |
| Argento   | Aselefech Mergia     | Etiopia     | 1h09'57" |
| Bronzo    | Pamela Chepchumba    | Kenya       | 1h10'01" |
| 4ª        | Genet Getaneh        | Etiopia     | 1h10'03" |
| 5ª        | Peninah Arusei       | Kenya       | 1h10'12" |
| 6ª        | Abebu Gelan          | Etiopia     | 1h10'59" |
| 7ª        | Julia Mombi          | Kenya       | 1h11'11" |
| 8ª        | Atsede Habtamu       | Etiopia     | 1h11'13" |
| 9ª        | Luminiţa Talpoş      | Romania     | 1h11'16" |
| 10ª       | Yukiko Akaba         | Giappone    | 1h11'39" |
| 11ª       | Meseret Mengistu     | Etiopia     | 1h12'03" |
| 12ª       | Furtuna Zegergish    | Eritrea     | 1h12'16" |
| 13ª       | Ana Dulce Félix      | Portogallo  | 1h12'56" |
| 14ª       | Pauline Wangui Ngigi | Kenya       | 1h12'58" |
| 15ª       | Yesenia Centeno      | Spagna      | 1h13'01" |

### A squadre
| Posizione | Squadra     | Atleti                                             | Tempo    |
| --------- | ----------- | -------------------------------------------------- | -------- |
| Oro       | Etiopia     | Aselefech Mergia Genet Getaneh Abebu Gelan         | 3h30'59" |
| Argento   | Kenya       | Pamela Chepchumba Peninah Arusei Julia Mombi       | 3h31'24" |
| Bronzo    | Giappone    | Yukiko Akaba Miki Ohira Yuko Machida               | 3h40'58" |
| 4ª        | Stati Uniti | Melissa White Dorothy McMahan Kristen Nicolini     | 3h45'06" |
| 5ª        | Russia      | Olesya Syreva Lyudmila Biktasheva Tatyana Aryasova | 3h48'47" |

## Medagliere
| Posizione | Paese       | Oro | Argento | Bronzo | Totale |
| --------- | ----------- | --- | ------- | ------ | ------ |
| 1         | Kenya       | 1   | 2       | 1      | 4      |
| 2         | Eritrea     | 1   | 1       | 0      | 2      |
| 2         | Etiopia     | 1   | 1       | 0      | 2      |
| 4         | Paesi Bassi | 1   | 0       | 0      | 1      |
| 5         | Qatar       | 0   | 0       | 2      | 2      |
| 6         | Giappone    | 0   | 0       | 1      | 1      |
| Totale    | Totale      | 4   | 4       | 4      | 12     |